# Battaglia di Noreuil
La battaglia di Noreuil fu un combattimento avvenuto nel 1917 durante la prima guerra mondiale. Nei primi mesi del 1917, il generale John Gellibrand, comandante della 2nd Division, iniziò ad avanzare perché sospettava che i Tedeschi si stessero ritirando. L'avanzata di Gellibrand incominciò bene ma terminò in un disastro, con un attacco mal pianificato e mal eseguito contro il villaggio di Noreuil.
Nella mattina del 2 aprile 1917, il villaggio fu attaccato dal 50th e dal 51st Battalion, supportati dal 49th e dal 52nd Battalion: queste quattro unità erano costituite da truppe australiane. Attaccando da nord, gli uomini del 51st Battalion avanzarono rapidamente e scoprirono una trincea non occupata, che si trovava tra loro e l'obbiettivo principale, una strada a est del villaggio. Incontrando il fuoco delle mitragliatrici proveniente Noreuil, ora dietro di loro, si fermarono nella trincea. Il 50th Battalion, muovendosi verso il paese da sud, aveva incontrato un'opposizione molto più pesante.
I distaccamenti incaricati di rastrellare il villaggio erano troppo deboli e furono catturati, consentendo ai Tedeschi di attaccare i soldati che erano passati di là del villaggio dalla parte posteriore. Solo dopo che le riserve del battaglione furono impegnate in battaglia, il 50th fu in grado di mettere in sicurezza le posizioni a sud del 51th. La strada, tuttavia, rimase in mano tedesca e non fu occupata fino a quando essi si ritirarono nelle prime ore del 3 aprile.
I Tedeschi, il 15 aprile, lanciarono un contrattacco di alcuni giorni, che però fu respinto, a prezzo di perdite elevate in entrambi gli schieramenti.